# Psary (powiat legnicki)
Psary – kolonia położona w Polsce, w województwie dolnośląskim, w powiecie legnickim, w gminie Legnickie Pole.
Do 2024 r. miejscowość była przysiółkiem wsi Gniewomierz. W latach 1975–1998 miejscowość należała administracyjnie do województwa legnickiego.